# Massakern i Nemmersdorf

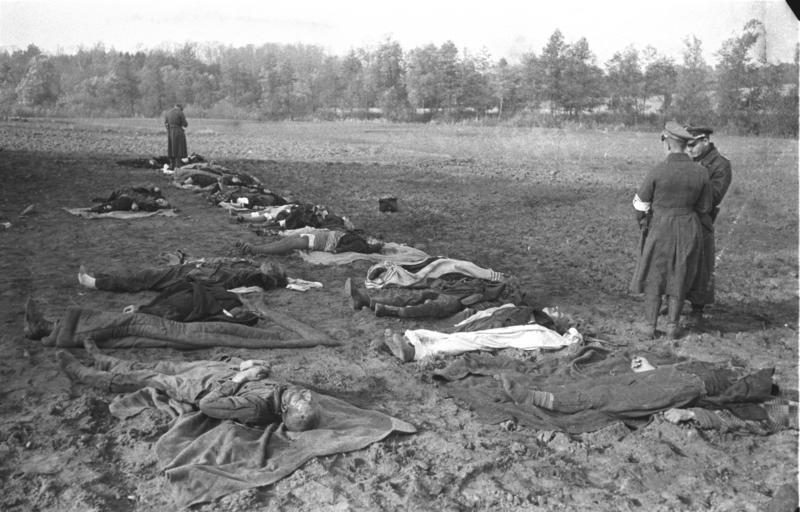
Offer för massakern i Nemmersdorf.

Massakern i Nemmersdorf var en massaker som ägde rum i byn Nemmersdorf i dåvarande tyska Ostpreussen (nuvarande Mayakovskoye, Kaliningrad oblast) 21-23 oktober 1944, i slutet av andra världskriget. Massakern förövades av Röda armén på tyska civilpersoner samt på franska och belgiska krigsfångar under den ryska offensiven mot Tyskland. 
Nemmersdorf var en av de första bosättningar i det egentliga Tyskland som erövrades av Ryssland under kriget och massakern representerar de första av de övergrepp Röda armén begick mot den tyska civilbefolkningen. Massakern användes flitigt av den samtida tyska propagandan under kriget, något som har gjort den till föremål för omfattande forskning för att fastställa vad som egentligen skedde. Det har ifrågasatts hur många människor som föll offer för massakern, hur offren avled och exakt vilka övergrepp som ägde rum. I Förbundsrepubliken Tyskland blev Nemmersdorf en symbol för den östtyska befolkningens erfarenheter mot slutet av andra världskriget. Massakern i Nemmersdorf har blivit en symbol för sovjetiska övergrepp mot den tyska civilbefolkningen. 

## Bakgrund
I augusti 1944 hade Röda armén kunnat återta stora delar av de sovjetiska territorierna som ockuperades av Wehrmacht under Operation Bagration, drivit ut de tyska trupperna från Vitryssland, och avancera fram till den ostpreussiska gränsen, Vistula och Riga. I oktober gjorde Röda armén sitt första intrång över tyska gränsen. Den 11:e sovjetiska gardearmén kunde avancera in i östpreussiskt territorium och nådde Gumbinnen-distriktet den 21 oktober 1944, där den mötte Wehrmachts 4:e armé och utkämpade strider med den. 
Nemmersdorf i Gumbinnen spelade en strategisk roll med den enda körbara betongbron i ett stort område över Angerappen. Den 19 till den 20 oktober hade distriktsmyndigheterna givit order om evakuering av civilister från byar öster om Nemmersdorf. Flyktingarna tvingades alla ta vägen över bron över Angerapp utanför Nemmersdorf, och 21 oktober rådde trafikstockning för flyktingvagnarna vid bron. 
Tidigt på morgonen den 21 oktober, runt 06:30, nådde stridsvagnarna från 2:a bataljonen av 25:e pansarbrigaden Nemmersdorfbron, där flyktingtågen fortfarande satt fastklämda. Det var redan ljust, men tjock dimma. De sovjetiska stridsvagnarna fick först kämpa sig igenom mängden av väntande flyktingvagnar. Att röja bron var särskilt svårt eftersom bilarna var tätt packade. Dessutom hoppade de polska krigsfångarna, som mestadels fick köra bilarna, av och överlämnade sig till de sovjetiska soldaterna när de dök upp. 
Runt 07.30 togs bron slutligen av Röda armén, och runt 08.00 hade de säkrat området upp till Pennacken-godset, som låg nordväst om Nemmersdorf.

## Förlopp

### Inne i byn
De flesta av de 637 invånarna i Nemmersdorf hade lämnat byn när Röda armén tog den. På Angerappbron genomsöktes flyktingarna av sovjetiska soldater, och det övergivna bagaget plundrades också runt eftermiddagen den 21 oktober. 
När Nemmersdorf tillfångatogs drog sig 14 civila – invånare i Nemmersdorf och evakuerade släktingar, inklusive Gerda Meczulat – tillbaka in i en provisorisk bunker som hade byggts vid en kanal i södra delen av byn i rädsla för granater. Efter att det blivit lugnare gick Gerda Meczulats far Eduard, senare även Karl Kaminski, tillbaka till sina hus för att hämta kaffe och filtar. Medan hennes far genomsöktes av röda arméns soldater och sedan släpptes igenom, nekades Kaminski tillträde till sitt hus och återvände till bunkern. Tidigt på eftermiddagen dök sovjetiska soldater upp i bunkern, pratade med Meczulats far, sökte igenom handbagaget och lekte med de närvarande barnen. Mot kvällen dök en högre officer upp, varpå ett bråk utbröt mellan honom och en annan soldat. De civila beordrades sedan ut ur bunkern och dödades med skott i huvudet då de kom ut. Bara Gerda Meczulat överlevde, eftersom hon föll ned innan skotten föll därför att hon hade svårt att stå upp utan hjälp på grund av sjukdom. 

### Utanför byn
På Nemmersdorfs borgmästare Johannes Grimms gods Schrödershof utanför byn förberedde sig innevånarna på att fly runt klockan sju på morgonen, enligt Grimms fru Margot Grimm. Kort därefter stoppades de av sovjetiska soldater, och bara den första vagnen i flyktingkaravanen lyckades hinna iväg under skottlossning. Röda arméns soldater tvingade flyktingarna att stiga av och genomsökte dem. Männens armbandsur stals, och Johannes Grimm leddes sedan åt sidan och dödades med ett skott i tinningen. Margot Grimm togs då åt sidan av sina egna polska östarbetare, som snabbt förklädde henne till polsk tvångsarbetare. Hon gömde sig sedan med de polska arbetarna på godset tills ryssarna gav sig av. 
Liknande vittnesmål lämnades från omgivande byar: I Tutteln (Sytschjovo), sydväst om Nemmersdorf, tog sovjetiska trupper civila in i ett skydd den 22 oktober för att skydda dem från skottlossning. Samma dag, på godset Eszerischken öster om bron, uppträdde Röda arméns soldater till en början vänligt mot invånarna, men senare våldtog två medlemmar av Röda armén en kvinna. Måndagen den 23 oktober, enligt ögonvittnen, övervägde de tydligen att skjuta godsets ägare, men övergav denna plan efter protester från godsets polska tvångsarbetare. 
Efter flera strider under loppet av den 22 oktober drog sig röda armén tillbaka från Nemmersdorf vid 02:30-tiden den 23 oktober 1944.

## Efterspel

### Undersökningar
Baserat på tillförlitliga ögonvittnesrapporter och enkätrapporter, är det totala antalet dödsfall i Nemmersdorf 23 till 30. Tretton personer i bunkern i byn Nemmersdorf bekräftas ha blivit skjutna. Åtminstone femton av flyktingarna vid bron över Angerapp utanför Nemmersdorf återfanns skjutna. Ytterligare offer omtalas men kan inte bekräftas. 
Bortsett från skottlossningarna, som ögonvittnen bevittnade, kan det inte fastställas vilka av offren som avsiktligt dödades. Oavsiktliga dödsfall bland civilbefolkningen, till exempel på grund av passerande stridsvagnsgranater från Wehrmacht eller Röda armén i trängseln vid bron, är också möjliga. 
Händelserna 21 till 23 oktober 1944 är svåra att rekonstruera eftersom det bara finns ett fåtal ögonvittnesrapporter. Dessutom utarbetades dessa rapporter under en lång tidsperiod eller överfördes muntligen av tredje part. Deras författare stod för det mesta nära NSDAP och troligen koordinerade med varandra utifrån personliga relationer. Bernhard Fisch klassificerar rapporterna från ögonvittnen som är kända vid namn som autentiska, men äventyrar deras betydelse i vissa aspekter.
Alla rapporter från denna tid överensstämmer. Döda kroppar noterades vid kanalbunkern (nio till tio), i husen öster om bytorget (en gammal kvinna i sitt vardagsrum, i huset mitt emot ett gift par och en ung kvinna, Grete Waldowski) och vid bron (två kvinnor och ett spädbarn). Bort från huvudvägen rapporterade Harry Thürk om en död äldre man på en dynghög med en höggaffel fast i bröstet. Dessutom noterar Thürk en kvinna som hängdes från en ladugårdsdörr och togs ner kort efter att han sett henne. På frågan om det förekom våldtäkter i Nemmersdorf är rapporterna inte överens: Hoffmanns rapport bedömde att några sådana inte kunde bekräftas, medan säkerhetspolisen bedömde att det var möjligt med en kvinna på bron.  

### Propaganda
Massakern i Nemmersdorf användes av den tyska propagandan. Syftet med propagandan var att stärka motståndskraften hos tyskarna genom att framhålla vad som skulle ske med den tyska civilbefolkningen om röda armén tilläts erövra Tyskland. En del i detta var att framställa röda armén som särskilt grym. Historier om grymheter begångna av ryska soldater användes för att framställa ryssar som barbarer och avhumanisera dem inför tyska soldater. 
Många av händelserna massakern blev därför överdrivna. Flera kvinnor, inte endast en, uppgavs ha blivit fastspikade på ladugårdsdörrar. Våldtäkter var inte tydligt bekräftade av vare sig ögonvittnen eller de första rapporterna, men sedan uppgavs massvåldtäkter ha ägt rum. De kroppar som hittades i byn begravdes till en början av inspektörerna i en massgrav på byns kyrkogård på grund av värmen. Kropparna grävdes upp och undersöktes senare. Den hemliga fältpolisen noterade 13 kvinnor, åtta män och fem barn. Det togs sedan fotografier av kropparna, men det är oklart i vilken utsträckning kropparna manipulerats för bilderna. Om dessa första bilder är identiska med dem som senare spreds av det tyska propagandaministeriet, fick kvinnorna åtminstone sina kjolar uppdragna och sina underkläder neddragna med avsikt för att antyda våldtäkter. Andra händelser som tillskrivs massakern i Nemmersdorf ägde rum på andra ställen i det ockuperade området än i byn. 
Dessa beskrivningar kulminerade i den påstådda ögonvittnesrapport som Karl Potrek skrev under pseudonym 1953: han talade om 72 mördade kvinnor och barn i Nemmersdorf, korsfästelser av nakna kvinnor vid ladugårdsdörrar och yxmord på gamla kvinnor. Det fanns bara en vuxen man bland de döda, resten var kvinnor och barn. Enligt Potrek begravdes de döda först efter fem dagar, vilket inte stämmer överens med något av de uttalanden som tidigare vittnen gjort.